# NGC 5384
NGC 5384 је лентикуларна галаксија у сазвежђу Девица која се налази на NGC листи објеката дубоког неба.
Деклинација објекта је + 6° 31' 5" а ректасцензија 13h 58m 12,8s. Привидна величина (магнитуда) објекта NGC 5384 износи 13,1 а фотографска магнитуда 14,1. NGC 5384 је још познат и под ознакама UGC 8886, MCG 1-36-8, CGCG 46-23, ARAK 434, PGC 49707.